# Z̃
Cette page contient des caractères spéciaux ou non latins. S’ils s’affichent mal (▯, ?, etc.), consultez la page d’aide Unicode.
Z̃ (minuscule : z̃), appelé Z tilde, est un graphème utilisé dans l’écriture du Zapotèque de Choapan.
Il s'agit de la lettre Z diacritée d'un tilde.

## Utilisation
Le Z tilde a été utilisé en same du Nord dans la revue Samealbmug publiée en 1921 et 1922.

## Représentations informatiques
Le Z tilde peut être représenté avec les caractères Unicode suivants
- décomposé (latin de base, diacritiques) :

| formes    | représentations | chaînes de caractères | points de code | descriptions                                |
| --------- | --------------- | --------------------- | -------------- | ------------------------------------------- |
| capitale  | Z̃               | Z◌̃                    | U+005A U+0303  | lettre majuscule latine z diacritique tilde |
| minuscule | z̃               | z◌̃                    | U+007A U+0303  | lettre minuscule latine z diacritique tilde |